# Empusa fasciata
La mantide fasciata (Empusa fasciata Brullé, 1832) è una mantide della famiglia Empusidae.

## Descrizione
È una mantide di forma slanciata, lunga 45-65 mm, di colore dal verde tenue al giallo paglierino, con zampe che presentano bande verdi, brune e beige, e tegmine con apice giallastro. Le antenne sono lunghe e bipettinate nei maschi, coniche nelle femmine. È molto simile a Empusa pennata da cui si distingue per le maggiori dimensioni delle coxe anteriori e mediane.

## Distribuzione e habitat
E. fasciata è una specie a diffusione mediterranea orientale. In Italia è nota solo per i dintorni di Trieste e la foce del Tagliamento, che rappresentano i limiti occidentali del suo areale.
Predilige habitat costieri, soprattutto gli ambienti retrodunali.